# 강아지풀
강아지풀(학명: Setaria viridis, 영어: green bristlegrass, green foxtail 또는 wild foxtail millet)은 벼과 강아지풀속에 속하는 한해살이풀이다. 이삭이 강아지 꼬리를 닮아서 강아지풀이라고 부르며, 꼬리풀, 자주강아지풀, 제주개피라고도 한다. 한자로는 구미초(狗尾草)라고 한다.

## 모습
줄기는 가는 가지로 나뉘는데, 높이는 20~80cm 정도이다. 잎은 피침형으로 길이는 5~20cm, 폭은 5~20mm 정도 된다. 꽃은 초록색으로 강아지 꼬리 모양을 하고 있는데, 7~10월경이 되면 가지 끝에 이삭꽃차례를 이루면서 달린다. 이 때, 꽃차례에는 2~6mm의 센 털이 나 있다. 한편 작은이삭은 2개의 작은 꽃으로 이루어져 있는데, 이 중 위쪽에 있는 것만이 열매를 맺게 된다. 주로 들, 밭, 길가에서 자라며, 한국 각지에서 흔히 볼 수 있다.

## 재배 및 관리
잡초로 취급되는 만큼 키우는 데 어려움이 없다. 오히려 왕성한 번식력이 이웃을 괴롭힐 염려가 있다. 토양을 가리지 않으나 햇빛이 좋고 배수가 잘 되는 곳에서 잘 자란다.
조의 원종이라는 것이 알려져 있다.